# Heimdal og Byåsens prosteri

Prosterier i Nidaros stift. Det mörkare gröna området på kartan var Heimdal og Byåsens prosteri.

Heimdal og Byåsens prosteri (norska: Heimdal og Byåsen prosti) var ett tidigare kontrakt (prosteri, norska: prosti) i Nidaros stift inom Norska kyrkan. Kontraktet omfattade de södra och västra delarna av Trondheims kommun (Heimdal, Byåsen, Tiller, Byneset, Klæbu) i Trøndelag fylke i mellersta Norge.
Den 10 september 2024 beslutade Nidaros stiftsråd att slå samman Heimdal og Byåsens prosteri med Strinda prosteri till ett gemensamt kontrakt. Inledningsvis användes det tillfälliga namnet Strinda, Heimdal og Byåsens prosteri innan det nya kontraktet den 1 januari 2025, genom beslut av stiftsrådet, fick namnet Trondheims prosteri.

## Socknar
Heimdal og Byåsens prosteri bestod av åtta socknar (norska: sokn eller sogn), samtliga inom Trondheims kyrkliga samfällighet (norska: kirkelige fellesråd):
- Byneset og Leinstrands socken
- Byåsens socken
- Heimdals socken
- Ilens socken
- Klæbu socken
- Kolstads socken
- Sverresborgs socken
- Tillers socken